# Rügen

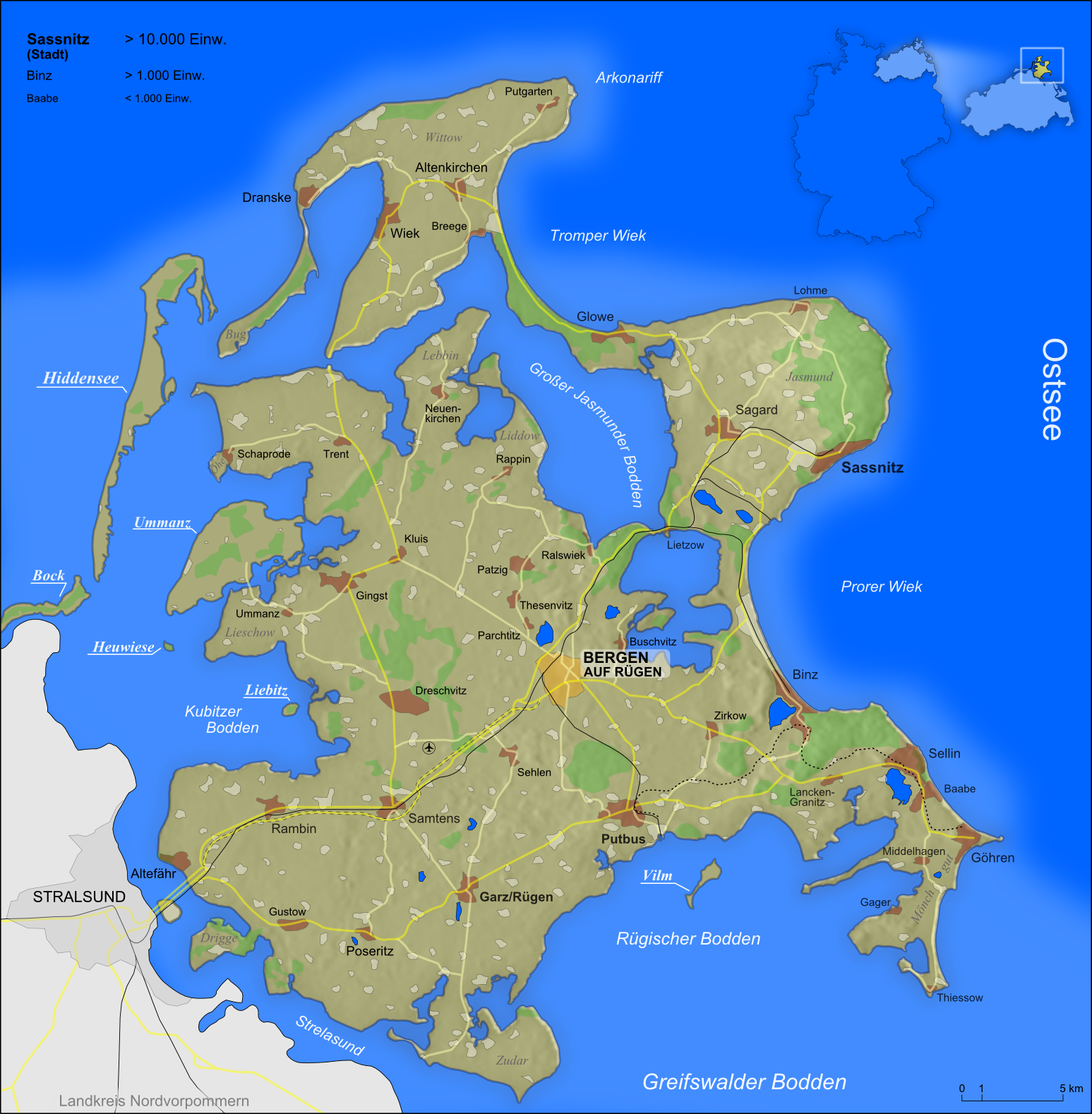
Karta över Rügen.

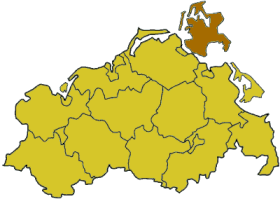
Karta över Mecklenburg-Vorpommern med Rügen, Hiddensee och Ummanz markerat.

Rügen (Rygen; latin: Rugia) är en ö i södra Östersjön, belägen i förbundslandet Mecklenburg-Vorpommern i nordöstra Tyskland. Rügen är Tysklands största ö med en yta av 926 km². 2008 hade Rügen cirka 69 000 invånare.
Rügens viktigaste städer är huvudorten Bergen och Sassnitz. Övriga städer är Putbus och Garz.
Här finns också badorter som Binz och Sellin. Ön är ansluten till övriga Tyskland främst genom broarna som går över till Stralsund. Öns nordligaste udde går under namnet Kap Arkona.

## Historia
Rügen tillföll Sverige 1648 vid Westfaliska freden, och kvarblev som sådan fram till Wienkongressen genom ett traktat mellan Sverige och Preussen 7 juni 1815. Den ingick som en viktig del i det som en gång kallades Svenska Pommern. Genom Westfaliska fredens beslut kunde den svenska monarken lägga till titeln "Rügens furste".
Gustav IV Adolf planerade 1806 att bygga en hamnstad vid namn Gustavia på ön. Napoleon Bonapartes trupper satte dock stopp för planerna. Vid freden i Kiel bytte Sverige och Danmark Rügen och övriga Pommern mot Norge; bytet skulle vara gjort när svenska trupper besatt centrala fästningar i Norge, enligt avtalet. Norge vägrade dock att acceptera svensk överhöghet, antog 17 maj i Eidsvoll en grundlag, och utropade den danske ståthållaren Kristian Fredrik till kung. Karl Johan vägrade därför att avträda Pommern och Rügen. Genom Preussens medlande fick så Sverige omkring 8 miljoner riksdaler banko för hela Pommern med Rügen under Wienkongressen. I denna summa ingick även en personlig ersättning till Karl Johan. Preussen och Danmark bytte samtidigt Pommern och Rügen mot hertigdömet Lauenberg, varmed Rügen blev en del av Preussen. 
Före andra världskrigets utbrott började tyskarna bygga ett sexvåningars höghus som sträcker sig 4,5 kilometer längs med stranden på öns östra sida, i nuvarande byn Prora. Den var tänkt att vara en sorts semesteranläggning (KdF-hotell) som var till också för militären, men kom aldrig i bruk. Byggnaden bombades under krigets slutskede av ryssarna, men byggdes upp delvis under DDR-tiden och användes då. Idag står den delvis tom. I en del av byggnaden finns ett museum för turister.
På Rügen finns den smalspåriga järnvägen Rügensche Kleinbahn.

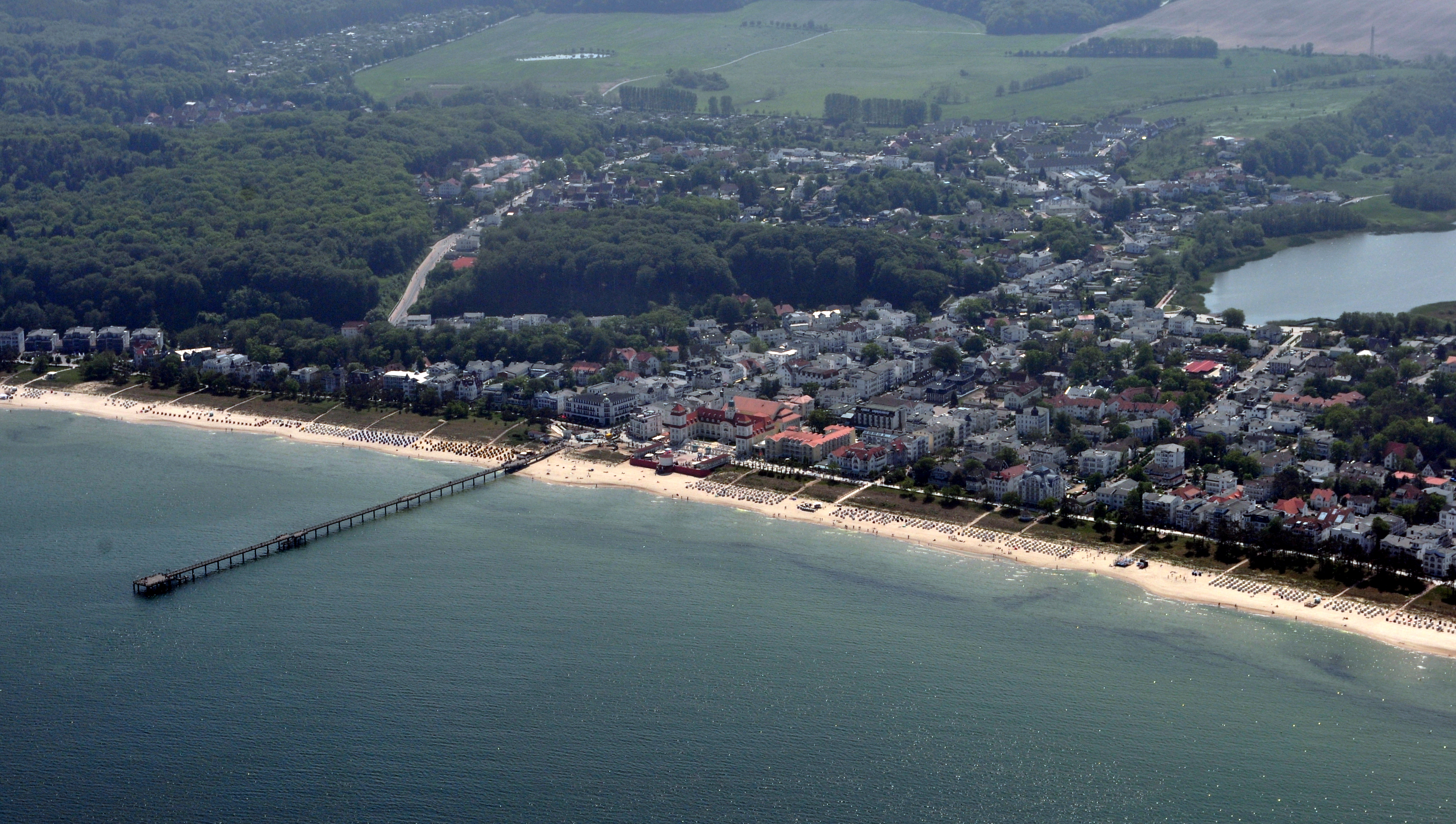
Binz.
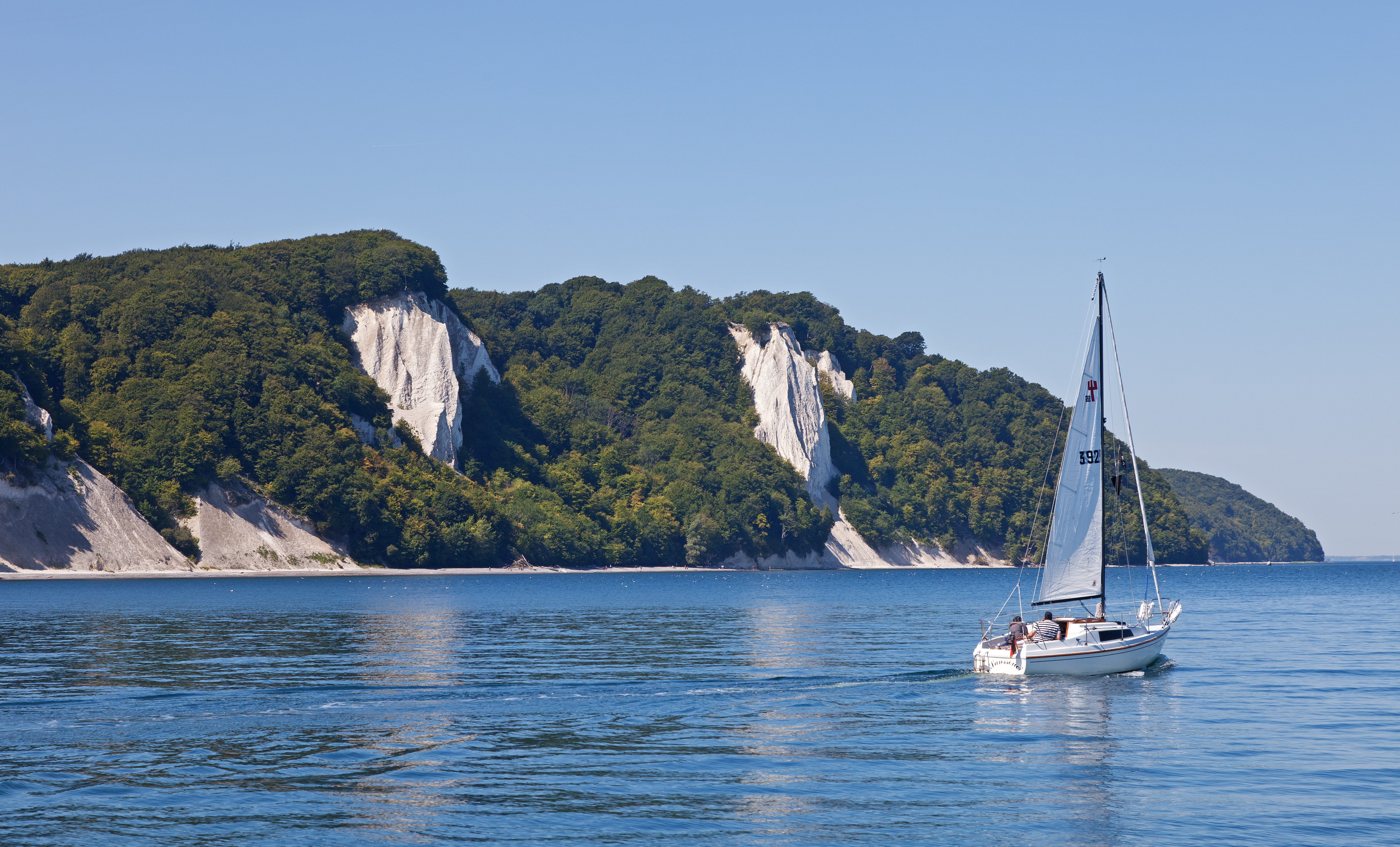
Nationalpark Jasmund.
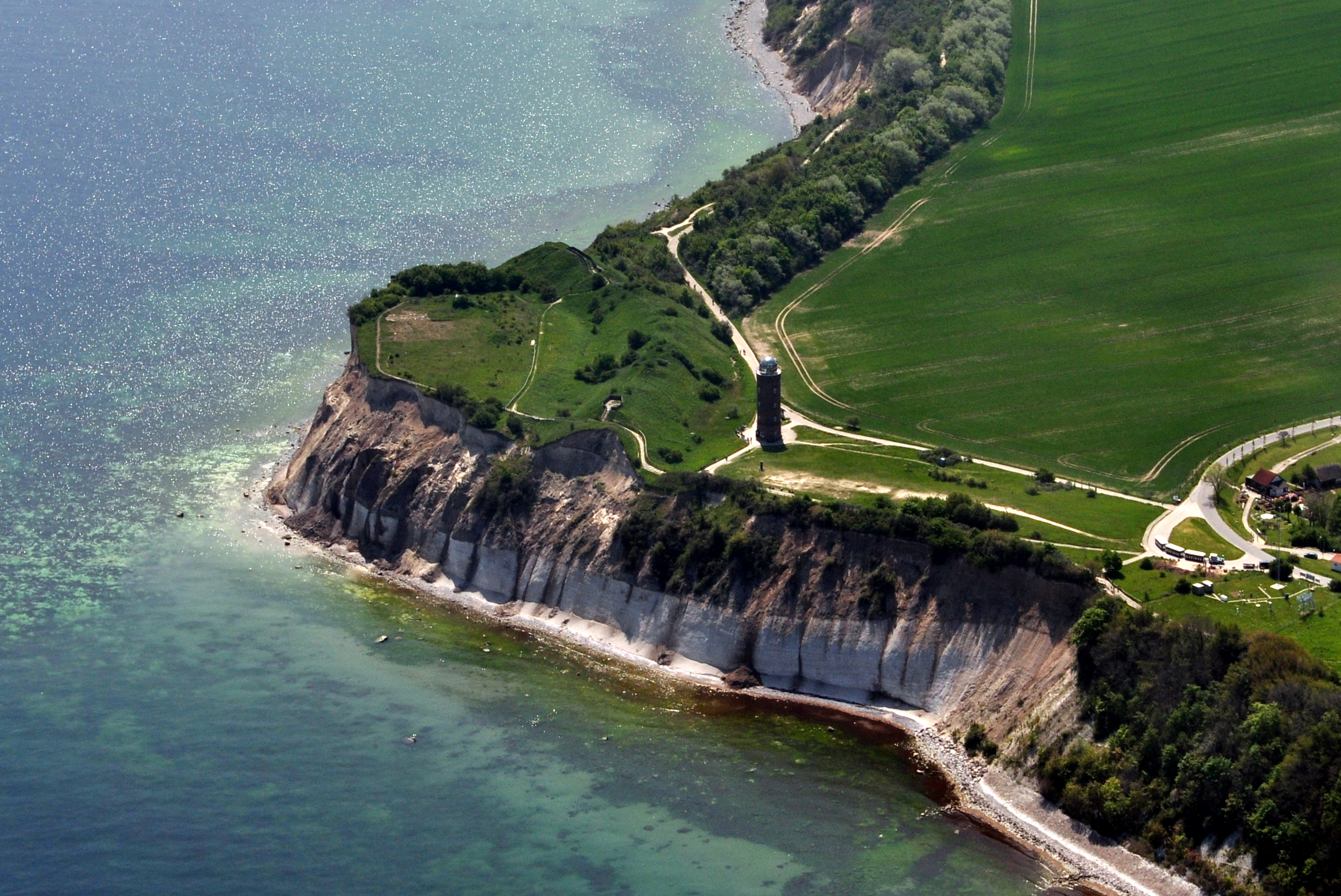
Kap Arkona.

## Natur och fauna
Det finns stor gädda och gös kring ön året runt. Under vissa perioder finns det även havsöring och näbbgädda. Ön är en känd rastplats för tranor.

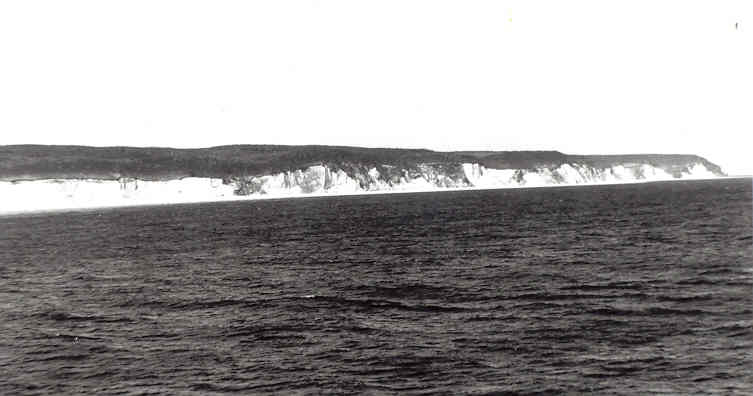
Ön Rügens kustlinje, som möter sjöfarande som kommer norrifrån.
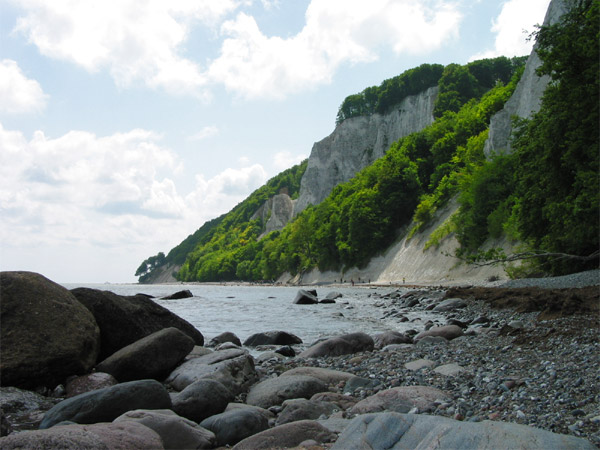
Rügen.
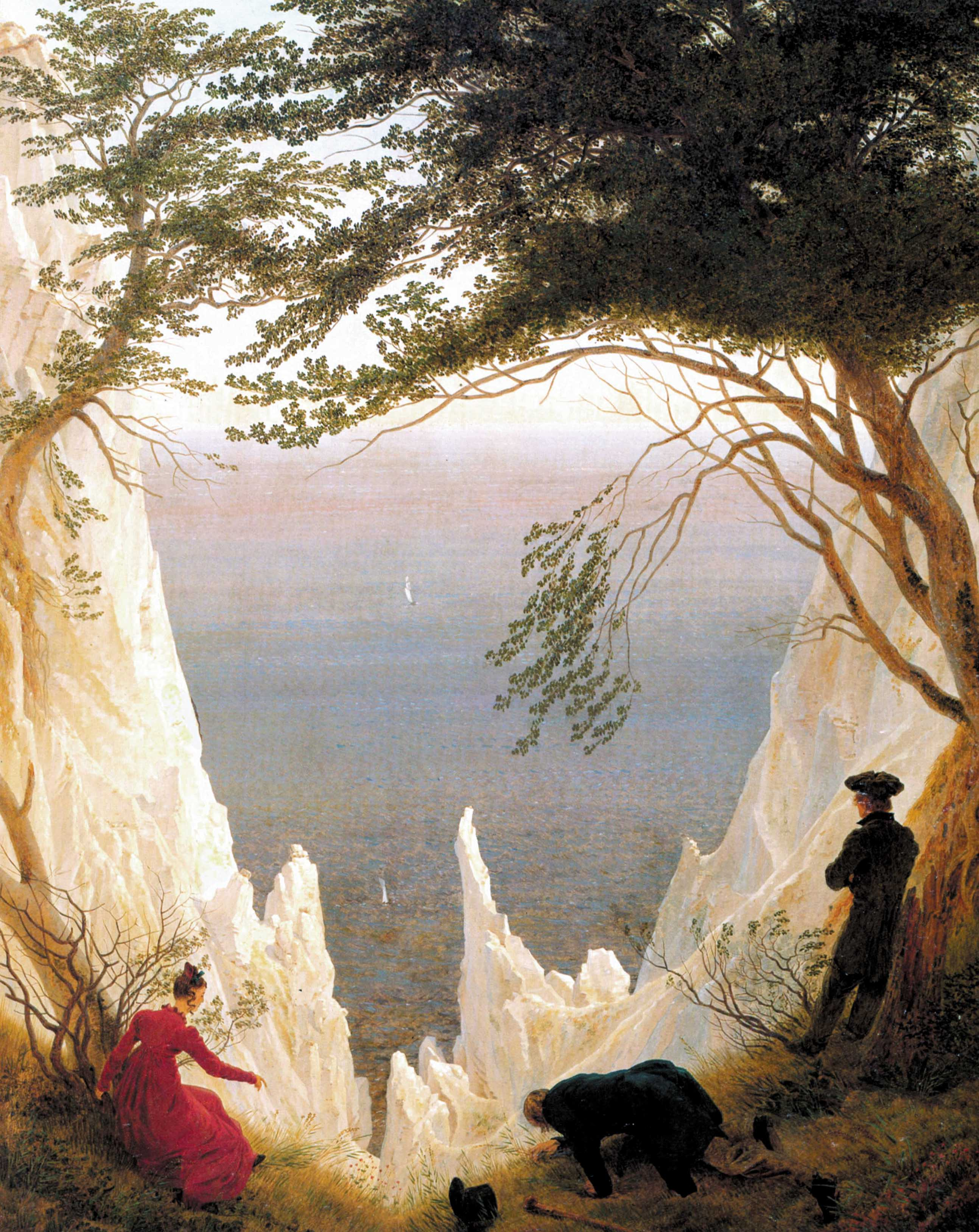
Kritklippor på Rügen (1818) av Caspar David Friedrich.